# Distrito electoral de Du Quoin n.º 5
Du Quoin No. 5 (en inglés: Du Quoin No. 5 Precinct) es un distrito electoral ubicado en el condado de Perry en el estado estadounidense de Illinois. En el Censo de 2010 tenía una población de 695 habitantes y una densidad poblacional de 36,23 personas por km².

## Geografía
Du Quoin n.º 5 se encuentra ubicado en las coordenadas 38°1′7″N 89°16′34″O / 38.01861, -89.27611. Según la Oficina del Censo de los Estados Unidos, Du Quoin n.º 5 tiene una superficie total de 19.18 km², de la cual 18.55 km² corresponden a tierra firme y (3.27%) 0.63 km² es agua.

## Demografía
Según el censo de 2010, había 695 personas residiendo en Du Quoin n.º 5. La densidad de población era de 36,23 hab./km². De los 695 habitantes, Du Quoin n.º 5 estaba compuesto por el 81.29% blancos, el 12.52% eran afroamericanos, el 0.14% eran amerindios, el 0.43% eran asiáticos, el 0.14% eran isleños del Pacífico, el 0.29% eran de otras razas y el 5.18% pertenecían a dos o más razas. Del total de la población el 2.88% eran hispanos o latinos de cualquier raza.